# Dasineura flavicornis
Dasineura flavicornis är en tvåvingeart som först beskrevs av Ephraim Porter Felt 1908.  Dasineura flavicornis ingår i släktet Dasineura och familjen gallmyggor. Inga underarter finns listade i Catalogue of Life.